# 수안보중학교
수안보중학교(水安堡中學校)는 대한민국 충청북도 충주시 수안보면 온천리에 있는 공립 중학교이다.

## 학교 연혁
- 1954년 7월 5일 : 학교설립 인가(6학급)
- 1954년 10월 1일 : 개교
- 1984년 10월 10일 : 교사 신축 이전
- 2010년 3월 1일 : 	3학급 인가
- 2010년 3월 1일 : 충청북도교육청 연구학교 지정운영(교과교실제)
- 2022년 9월 1일 : 제30대 최용운 교장 부임
- 2024년 1월 4일 : 제68회 졸업식(9명) 졸업생 누계(5,713명)
- 2024년 3월 4일 : 2024학년도 입학식(5명)

## 참고 자료
- 수안보중학교 - 한국교육학술정보원 학교알리미